# Semisuturia parviseta
Semisuturia parviseta là một loài ruồi trong họ Tachinidae.